# Landkreis Beeskow-Storkow

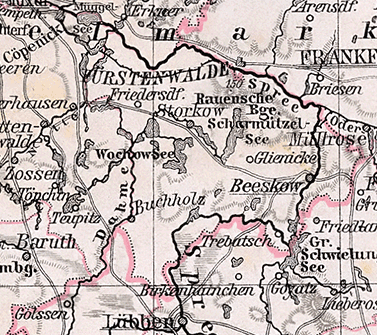
Das Kreisgebiet 1905

Der Landkreis Beeskow-Storkow, bis zum Zweiten Weltkrieg Kreis Beeskow-Storkow, im 19. Jahrhundert auch Beeskow-Storkowscher Kreis genannt, war ein Landkreis in Brandenburg. Er bestand in Preußen, in der SBZ und in der DDR bis 1950. Heute gehört das ehemalige Kreisgebiet zu den Landkreisen Dahme-Spreewald und Oder-Spree in Brandenburg.
Der Kreis Beeskow-Storkow umfasste am 1. Januar 1945
- die drei Städte Beeskow, Märkisch Buchholz und Storkow
- 92 weitere Gemeinden, darunter Ketschendorf und Niederlehme mit jeweils mehr als 2000 Einwohnern
- und drei Forst-Gutsbezirke.

## Verwaltungsgeschichte

### Königreich Preußen
In der nachmittelalterlichen Zeit bildete sich in der Mark Brandenburg eine Gliederung in Kreise heraus. Einer dieser historischen Kreise war der Kreis Beeskow-Storkow, seinerzeit auch Bees- und Storkowscher Kreis genannt. Er bestand aus zwei historischen Territorien, der Herrschaft Beeskow und der Herrschaft Storkow. Im Einzelnen umfasste er die beiden Städte Beeskow und Storkow sowie die königlichen Ämter Buchholz, Kossenblatt, Krausnick, Münchehofe, Plössin, Stahnsdorf und Trebatsch, sowie einige Dörfer in adligem Besitz.
Durch die preußische Provinzialbehörden-Verordnung vom 30. April 1815 und ihre Ausführungsbestimmungen wurde der Kreis geteilt. Die Herrschaft Storkow kam zum neuen Regierungsbezirk Potsdam und die Herrschaft Beeskow zum neuen Regierungsbezirk Frankfurt. Der Storkower Teilkreis wurde mit dem Kreis Teltow zum Kreis Teltow-Storkow zusammengeschlossen, während der Beeskower Teilkreis in den Kreis Lübben eingegliedert wurde.
Zum 1. Januar 1836 wurde der Status quo ante wiederhergestellt. Der Kreis Beeskow-Storkow wurde wiederhergestellt und dem Regierungsbezirk Potsdam zugeordnet. Das Landratsamt war in Beeskow. Gleichzeitig wurde der Kreis Teltow-Storkow wieder zum Kreis Teltow verkleinert.

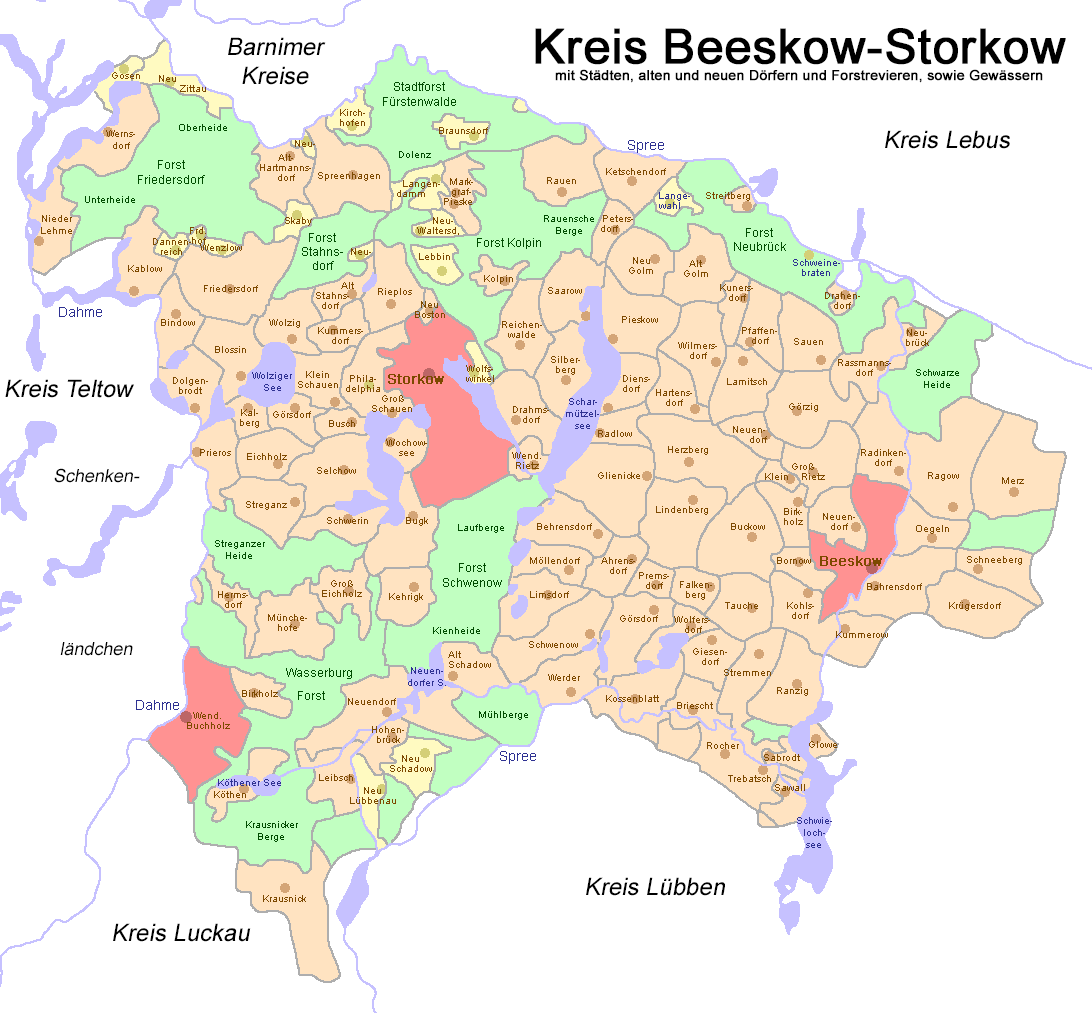
Kreis Beeskow-Storkow

### Norddeutscher Bund und Deutsches Reich
Seit dem 1. Juli 1867 gehörte der Kreis zum Norddeutschen Bund und ab dem 1. Januar 1871 zum Deutschen Reich.
Zum 1. April 1882 wurden die Landgemeinde Amalienhof und der Gutsbezirk Amalienhof aus dem Kreis Beeskow-Storkow in den Kreis Lübben eingegliedert, während die Landgemeinde Cossenblatt und Teile des Gutsbezirks Cossenblatt und des Forstschutzbezirks Cossenblatt vom Kreis Lübben zum Kreis Beeskow-Storkow traten.
Ende der 1920er Jahre wurden im Kreis alle Gutsbezirke bis auf drei aufgelöst und benachbarten Landgemeinden zugeteilt. Im April 1945 wurde das Kreisgebiet durch die Rote Armee besetzt.

### DDR
Das Gesetz über die Änderung zur Verbesserung der Kreis- und Gemeindegrenzen in der DDR vom 28. April 1950 brachte am 1. Juli 1950 das Ende des Landkreises:
- Der größte Teil des nunmehr Landkreis Beeskow-Storkow genannten Kreises ging im neuen Kreis Fürstenwalde auf.
- Die Gemeinden Alt-Schadow, Birkholz b. Märkisch Buchholz, Briescht, Giesensdorf, Groß Wasserburg, Hohenbrück, Kossenblatt, Köthen, Krausnick, Leibsch, Märkisch Buchholz, Neu Lübbenau, Neu Schadow, Neuendorf b. Märkisch Buchholz, Ranzig, Sabrodt, Sawall, Stremmen, Trebatsch, Werder/Spree und Wulfersdorf wechselten in den Landkreis Lübben (Spreewald).
- Die Gemeinden Krügersdorf, Merz und Schneeberg wechselten in den neuen Landkreis Frankfurt (Oder).

## Kommunalverfassung
Der Kreis Beeskow-Storkow gliederte sich in Städte, in Landgemeinden und – bis zu deren nahezu vollständiger Auflösung im Jahre 1929 – in Gutsbezirke.

## Einwohnerentwicklung
| Jahr | Einwohner | Quelle |
| ---- | --------- | ------ |
| 1750 | 17.264    | [ 7 ]  |
| 1800 | 25.942    | [ 7 ]  |
| 1846 | 37.696    | [ 8 ]  |
| 1871 | 42.134    | [ 9 ]  |
| 1890 | 43.561    | [ 10 ] |
| 1900 | 44.594    | [ 10 ] |
| 1910 | 49.852    | [ 10 ] |
| 1925 | 53.033    | [ 10 ] |
| 1933 | 56.905    | [ 10 ] |
| 1939 | 60.713    | [ 10 ] |
| 1946 | 73.521    | [ 11 ] |

## Kreiswappen
Das Kreiswappen zeigt zwei Schilde unter einer Krone. Das heraldisch rechte Schild ist gespalten von Rot und Gold. Im rechten Feld drei silberne Sensenblätter übereinander. im linken Feld eine rote Hirschstange. Das heraldisch linke Schild ist gespalten von Silber und Blau. Im rechten Feld ein halber roter Adler, im linken Feld ein silberner Storch. Das vordere Schild verweist auf die Herrschaft Beeskow, das hintere Schild auf die Herrschaft Storkow.

## Landräte
- 1732–1759 Eberhard Wilhelm von Hohnstedt
- 1759–1781 Erdmann Gottlob von Löschebrand
- 1781–1808 Siegfried Wilhelm von Maltitz
- 1808–1816 Friedrich Wilhelm von Schütze
- 1816–1835 der Kreis war aufgelöst
- 1836–1853 Julius Otto Eduard von Löschebrand
- 1853–1872 Paul Max von Gersdorff (1814–1872)
- 1872–1880 Rudolph von Platen zu Hallermund
- 1880–1888 Adolph von Heyden
- 1888–1904 Edwin von Gersdorff (1846–1920)[12]
- 1904–1913 Robert Rothe
- 1913–1933 Ernst Wiskott (1879–1934)
- 1933–1935 Horst Lindig
- 1935–1939 Gerhard Kessler (* 1903)
- 1939–1945 Kurt Benz

## Städte und Gemeinden

### Stand 1945
Dem Kreis Beeskow-Storkow gehörten 1945 die folgenden Städte und Gemeinden an:
- Ahrensdorf
- Alt Golm
- Alt-Schadow
- Alt Stahnsdorf
- Bad Saarow
- Beeskow
- Behrensdorf
- Bindow
- Birkholz b. Beeskow
- Birkholz b. Märkisch Buchholz
- Blossin
- Bornow
- Braunsdorf
- Briescht
- Buckow
- Bugk
- Dahmsdorf
- Dannenreich
- Diensdorf
- Dolgenbrodt
- Falkenberg
- Friedersdorf
- Friedrichshof
- Giesensdorf
- Glienicke
- Görsdorf b. Beeskow
- Görsdorf b. Storkow
- Görzig
- Gosen
- Groß Eichholz
- Groß Rietz
- Groß Schauen
- Groß Wasserburg
- Hartmannsdorf
- Hermsdorf
- Herzberg
- Hohenbrück
- Kablow
- Kehrigk
- Ketschendorf
- Klein Schauen
- Kohlsdorf
- Kolberg
- Kolpin
- Kossenblatt
- Köthen
- Krausnick
- Krügersdorf
- Kummerow
- Kummersdorf
- Langewahl
- Lebbin
- Leibsch
- Limsdorf
- Lindenberg
- Markgrafpieske
- Märkisch Buchholz, Stadt
- Merz
- Münchehofe
- Neu Golm
- Neu Lübbenau
- Neu Zittau
- Neubrück
- Neuendorf b. Beeskow
- Neuendorf b. Märkisch Buchholz
- Niederlehme
- Oegeln
- Petersdorf
- Pfaffendorf
- Philadelphia
- Prieros
- Radinkendorf
- Radlow
- Ragow
- Ranzig
- Rauen
- Rauensche Ziegelei
- Reichenwalde
- Rieplos
- Sauen
- Schneeberg
- Schwenow
- Selchow
- Spreenhagen
- Storkow (Mark)
- Streganz
- Stremmen
- Tauche
- Trebatsch
- Wendisch Rietz
- Werder/Spree
- Wernsdorf
- Wilmersdorf
- Wochowsee
- Wolzig

Außerdem bestanden 1945 noch die Gutsbezirke Forst Friedersdorf, Forst Neubrück und Forst Schwenow.

### Vor 1945 aufgelöste Gemeinden
- Drahendorf, am 1. April 1939 zu Sauen
- Kirchhofen, am 1. April 1938 zu Spreenhagen
- Klein Eichholz, am 1. April 1939 zu Streganz
- Klein Rietz, am 1. April 1938 zu Groß Rietz
- Lamitsch, am 1. April 1938 zu Pfaffendorf
- Möllendorf, am 1. April 1939 zu Limsdorf
- Neu Boston, am 1. April 1938 zu Storkow
- Alt Hartmannsdorf und Neu Hartmannsdorf, am 1. April 1938 zur Gemeinde Hartmannsdorf zusammengeschlossen
- Neu Schadow, am 1. April 1938 zu Hohenbrück, nach dem Zweiten Weltkrieg in der DDR wieder eigene Gemeinde
- Neu Waltersdorf, am 1. April 1938 zu Markgrafpieske
- Pieskow, am 1. April 1938 zu Bad Saarow
- Premsdorf, am 1. April 1938 zu Görsdorf b. Beeskow
- Raßmannsdorf, am 1. April 1938 zu Neubrück
- Sabrodt, am 1. April 1938 zu Leichhardt (Trebatsch), nach dem Zweiten Weltkrieg in der DDR wieder eigene Gemeinde
- Sawall, am 1. April 1938 zu Leichhardt (Trebatsch), nach dem Zweiten Weltkrieg in der DDR wieder eigene Gemeinde
- Schwerin, am 1. April 1939 zu Selchow
- Streitberg, am 1. April 1938 zu Langewahl
- Wulfersdorf, am 1. April 1938 zu Giesensdorf, nach dem Zweiten Weltkrieg in der DDR wieder eigene Gemeinde

### Namensänderungen
In einigen Fällen wurden die Ortsnamen als „nicht deutsch“ genug angesehen und erhielten 1937 neue Namen:
- Birkholz b. Wendisch Buchholz, 1937 umbenannt in Birkholz b. Märkisch Buchholz
- Neuendorf b. Wendisch Buchholz, 1937 umbenannt in Neuendorf b. Märkisch Buchholz
- Trebatsch, von 1937 bis 1945 umbenannt in Leichhardt
- Wendisch Rietz, von 1937 bis 1945 umbenannt in Märkisch Rietz
- Wendisch Buchholz, 1937 umbenannt in Märkisch Buchholz